# 嘉雅·罗桑达杰
嘉雅·罗桑达杰（藏語：བལོ་བཟང་དར་རྒྱས，威利转写：blo bzang dar rgyas；？—？）藏族，籍贯不详，第九世（世数说明见嘉雅活佛）嘉雅活佛。

## 生平
罗桑达杰被西藏第巴政府授予“额尔德尼察罕呼图克图”封号。自此，历世嘉雅活佛均沿袭此封号，成为青海格鲁派中少数有影响的呼图克图。此后，罗桑达杰出任塔尔寺曼巴扎仓（医学院）的堪布（住持）。